# Cerveruela
Cerveruela (aragónul Cervera de la Uerba) település Spanyolországban,  Zaragoza tartományban. Cerveruela Badules, Aladrén, Paniza, Vistabella de Huerva, Fombuena és Villarreal de Huerva községekkel határos. Lakosainak száma 37 fő (2024).

## Népesség
A település népessége az utóbbi években az alábbiak szerint változott:
| Lakosok száma | 26   | 29   | 38   | 41   | 41   | 37   | 38   | 33   | 39   | 37   |
|               | 2001 | 2004 | 2007 | 2009 | 2012 | 2014 | 2017 | 2019 | 2022 | 2024 |